# Claviger nitidus
Claviger nitidus – chrząszcz z rodziny kusakowatych, podrodziny Pselaphinae.

## Występowanie
Występuje w Bośni i Hercegowinie, Chorwacji, Węgrzech, Macedonii, Słowenii, Serbii i Czarnogórze.